# Zygmunt Goldszlag
Zygmunt Goldszlag (Goldschlag) (ur. 26 czerwca 1896 w Kołomyi, zm. 29 lipca 1920 pod Surażem) – podoficer Legionów Polskich i oficer Wojska Polskiego, uczestnik I wojny światowej i wojny polsko-bolszewickiej, kawaler Orderu Virtuti Militari.

## Życiorys
Urodził się w rodzinie żydowskiej Wolfa i Debory z d. Gottleib, siostry Leopolda i Maurycego. Kształcił się w gimnazjum w Jaśle, w 1914 r. ukończył siódmą klasę. Egzamin maturalny zdał eksternistycznie jesienią następnego roku w Wiedniu. Był członkiem Związku Strzeleckiego. Od 6 sierpnia 1914 w Legionach Polskich, żołnierz 1. batalionu I Brygady Legionów Polskich, gdzie należał do oddziału wywiadowczego „Świętopełka”. Od 15 sierpnia 1915 w 1 pułku ułanów z którym walczył podczas I wojny światowej. Od 3 lutego do 4 kwietnia 1917 był słuchaczem kawaleryjskiego kursu podoficerskiego, który ukończył z wynikiem dobrym, w stopniu ułana. W lipcu tego roku, po kryzysie przysięgowym, został członkiem Polskiej Organizacji Wojskowej.
Od listopada 1918 w odrodzonym wojsku polskim, zorganizował pluton ochotników i zajął Janów i Krzywoczyce. Od 1 stycznia 1919 w III batalionie 5 pułku piechoty, gdzie zajmował stanowisko dowódcy plutonu i kompanii. Po odniesionej ranie w kwietniu 1919 został urlopowany. W październiku 1919 r. został przyjęty na Wydział Filozoficzny Uniwersytetu Warszawskiego i kontynuował studia chemiczne, rozpoczęte wcześniej na Uniwersytecie Jagiellońskim. Odbył w tym czasie kurs chemiczno-pirotechniczny, po czym zapewne na początku 1920 r. został przydzielony do Oddziału IV Kwatermistrzowskiego frontu litewsko-białoruskiego, a następnie 20 marca 1920 r. do Parku Uzbrojenia Artylerii w Wilnie.  Od czerwca 1920 ponownie jako ochotnik na froncie w składzie 1. kompanii czołgów 1 pułku czołgów brał udział w walkach w okolicach Białegostoku i Łap. Poległ w walkach 201 ochotniczego pułku piechoty pod Surażem jako dowódca oddziału. Był kawalerem. 14 października 1920 został pośmiertnie zatwierdzony z dniem 1 kwietnia 1920 w stopniu kapitana, w piechocie, w grupie oficerów byłych Legionów Polskich.

## Ordery i odznaczenia
- Krzyż Srebrny Orderu Wojskowego Virtuti Militari nr 3167 – pośmiertnie, 10 sierpnia 1922[6][2]
- Krzyż Niepodległości – pośmiertnie, 13 kwietnia 1931 „za pracę w dziele odzyskania niepodległości”[7][2]